# 奇亞爾科塔湖
18°2′59″S 69°3′03″W / 18.04972°S 69.05083°W

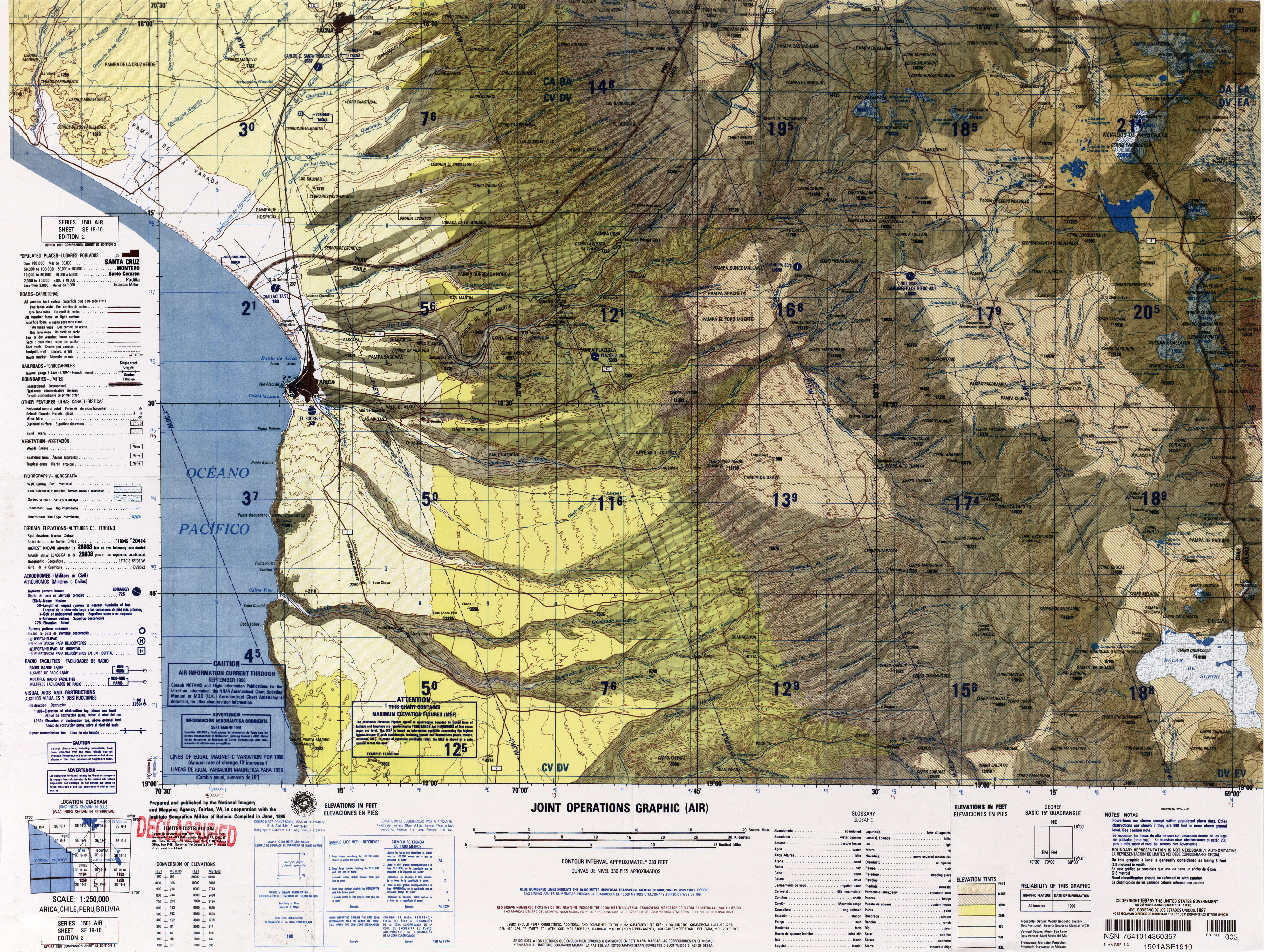

奇亞爾科塔湖（Ch'iyar Quta），是玻利維亞的湖泊，位於該國西部奧魯羅省的薩亞馬省，處於拉拉姆卡瓦山和昆圖里里山東南面、希斯卡孔多里里山西南面、帕蒂利亞帕塔火山以北，毗鄰與智利接壤的邊境，海拔高度約5,090米。